# باري ماغواير
باري ماغواير (بالإنجليزية: Barry McGuire)‏ هو ملحن ومغن مؤلف ومغني وموسيقي أمريكي، ولد في 15 أكتوبر 1935 في أوكلاهوما سيتي في الولايات المتحدة.

## وصلات خارجية
- الموقع الرسمي
- باري ماغواير على موقع IMDb (الإنجليزية)
- باري ماغواير على موقع ميوزك برينز (الإنجليزية)
- باري ماغواير على موقع قاعدة بيانات برودواي على الإنترنت (الإنجليزية)
- باري ماغواير على موقع أول ميوزيك (الإنجليزية)
- باري ماغواير على موقع ديسكوغز (الإنجليزية)
- باري ماغواير على موقع قاعدة بيانات الفيلم (الإنجليزية)